# Большое Рашино
Большое Рашино — деревня в Молоковском районе Тверской области.

## География
Находится в восточной части Тверской области на расстоянии приблизительно 19 км по прямой на юг-юго-запад от районного центра поселка Молоково на левом берегу реки Могоча.

## История
Деревня была отмечена еще на карте Менде (состояние местности на 1848 год. В 1859 году здесь (тогда мыза Федоровское Бежецкого уезда Тверской губернии) было учтено 5 дворов. До 2021 года входила в Обросовское сельское поселение до его упразднения.

## Население
Численность населения: 58 человек (1859 год), 13 (русские 92 %) в 2002 году, 6 в 2010.